# NGC 4263
NGC 4263 = NGC 4265 ist eine Spiralgalaxie mit ausgedehnten Sternentstehungsgebieten vom Hubble-Typ Sb im Sternbild Rabe südlich der Ekliptik. Sie ist schätzungsweise 180 Millionen Lichtjahre von der Milchstraße entfernt und hat einen Durchmesser von etwa 65.000 Lj.

Im selben Himmelsareal befinden sich u. a. die Galaxien NGC 4225, NGC 4279, NGC 4285, NGC 4329.
Die Typ-II-Supernova SN 1998cj wurde hier beobachtet.
Das Objekt wurde am 27. März 1786 vom deutsch-britischen Astronomen Wilhelm Herschel entdeckt.